# Suzanne Guémard
Suzanne Guémard, née Suzanne Joséphine Maria Baumard à Saint-Quentin le 3 juin 1903, morte à Couilly-Pont-aux-Dames le 29 mai 1994, est une actrice française.

## Filmographie
- 1938 : La Mort du cygne de Jean Benoît-Lévy et Marie Epstein : l'inspectrice
- 1940 : Le Collier de chanvre de Léon Mathot : la femme du baron
- 1947 : le Chanteur inconnu d'André Cayatte : une dame
- 1949 : La Maternelle d'Henri Diamant-Berger : la mère de Riri
- 1949 : La Femme nue d'André Berthomieu : l'infirmière
- 1951 : Mademoiselle Josette, ma femme d'André Berthomieu : Mme Dupré
- 1951 : Nous irons à Monte-Carlo de Jean Boyer : Mme Chatenay-Maillard
- 1952 : Elle et moi de Guy Lefranc : la première bonne
- 1953 : Un trésor de femme de Jean Stelli
- 1954 : Marchandes d'illusions de Raoul André
- 1957 : Ah ! Quelle équipe de Roland Quignon
- 1957 : À pied, à cheval et en voiture de Maurice Delbez : Hélène Guillard